# Steve Lieber
Steve Lieber (né le 19 mai 1967 à Pittsburgh) est un dessinateur de bande dessinée américain. 

## Biographie
Ses travaux les plus connus sont des participations à Hawkman (1994-1995), Batman (2002-2003) et surtout les deux épisodes la mini-série Whiteout écrite par Greg Rucka (1998 et 2000). En 2004, il signe avec Nat Gertler The Complete Idiot's Guide to Creating a Graphic Novel.

## Prix et récompenses
- 2000 : Prix Eisner de la meilleure mini-série pour Whiteout : Fusion (avec Greg Rucka)
- 2015 : Prix Inkpot
- 2021 : prix Eisner de la meilleure mini-série et de la meilleure publication humoristique pour Superman’s Pal Jimmy Olsen, avec Matt Fraction[1]